# Argyrogrammana rameli
Argyrogrammana rameli är en fjärilsart som beskrevs av Hans Ferdinand Emil Julius Stichel 1928. Argyrogrammana rameli ingår i släktet Argyrogrammana och familjen Riodinidae. Inga underarter finns listade i Catalogue of Life.